# Heteropora neozelanica
Heteropora neozelanica är en mossdjursart som beskrevs av Busk 1879. Heteropora neozelanica ingår i släktet Heteropora och familjen Heteroporidae. Inga underarter finns listade i Catalogue of Life.